# Ślemień (wzniesienie)
Ślemień – wzniesienie o wysokości 161 m n.p.m. w północnej części Wysoczyzny Łobeskiej, położone w woj. zachodniopomorskim, w powiecie świdwińskim, na obszarze gminy Rąbino.
Ok. 2 km na wschód leży Głodzino, 2 km na południowy zachód wieś Kłodzino.
Nazwę Ślemień wprowadzono urzędowo w 1950 roku, zastępując poprzednią niemiecką nazwę Galgen Berg.